# Валь (замок)
Шато-де-Валь (фр. Château de Val) — средневековый замок, основанный в XIII веке. Комплекс несколько раз перестраивался и реставрировался. Находится в коммуне Ланобр в департаменте Канталь, в регионе Овернь — Рона — Альпы, Франция. В сентябре 1946 года замок признан историческим памятником. Хоть крепость расположена на территории коммуны Ланобр, после строительства плотины она стала собственностью коммуны Бор-лез-Орг, которая находится в департаменте Коррез.

## История

### Ранний период
В ранее Средневековье на месте замка было укрепление, которое являлось административным центром феода Энваль. Со временем это название трансформировалось в Валь. Сначала земли принадлежали семье Тиньеро, затем Пьеру де Пьерфору.
В 1397 году в семье Жана, лорда феода Шелад, и Элизы де Пьерфор родился Гийом IV д'Эстен. Он сделал неплохую карьеру при дворе и стал камергером короля Карла VII. Его назначили губернатором и сенешалем Руэрга, затем наместников Нима. Разбогатев, Гийом IV д'Эстен купил феод Валь и построил на месте прежнего укрепления каменный замок.
Семья д'Эстен владела замком около полутора веков. Он же был их основной жилой резиденцией.

### XVI век
В 1529 году на свет появился Гийом V д'Эстен. Он был наследников владений Валь, Шелад и Ландорре. Однако после его смерти замок перешёл в собственность другого рода. В сравнительно короткий срок сменилось несколько владельцев, пока Шато-де-Валь не оказался в руках семьи д'Арси. Этот род оставался хозяином имения до середины XX века.

### XX век

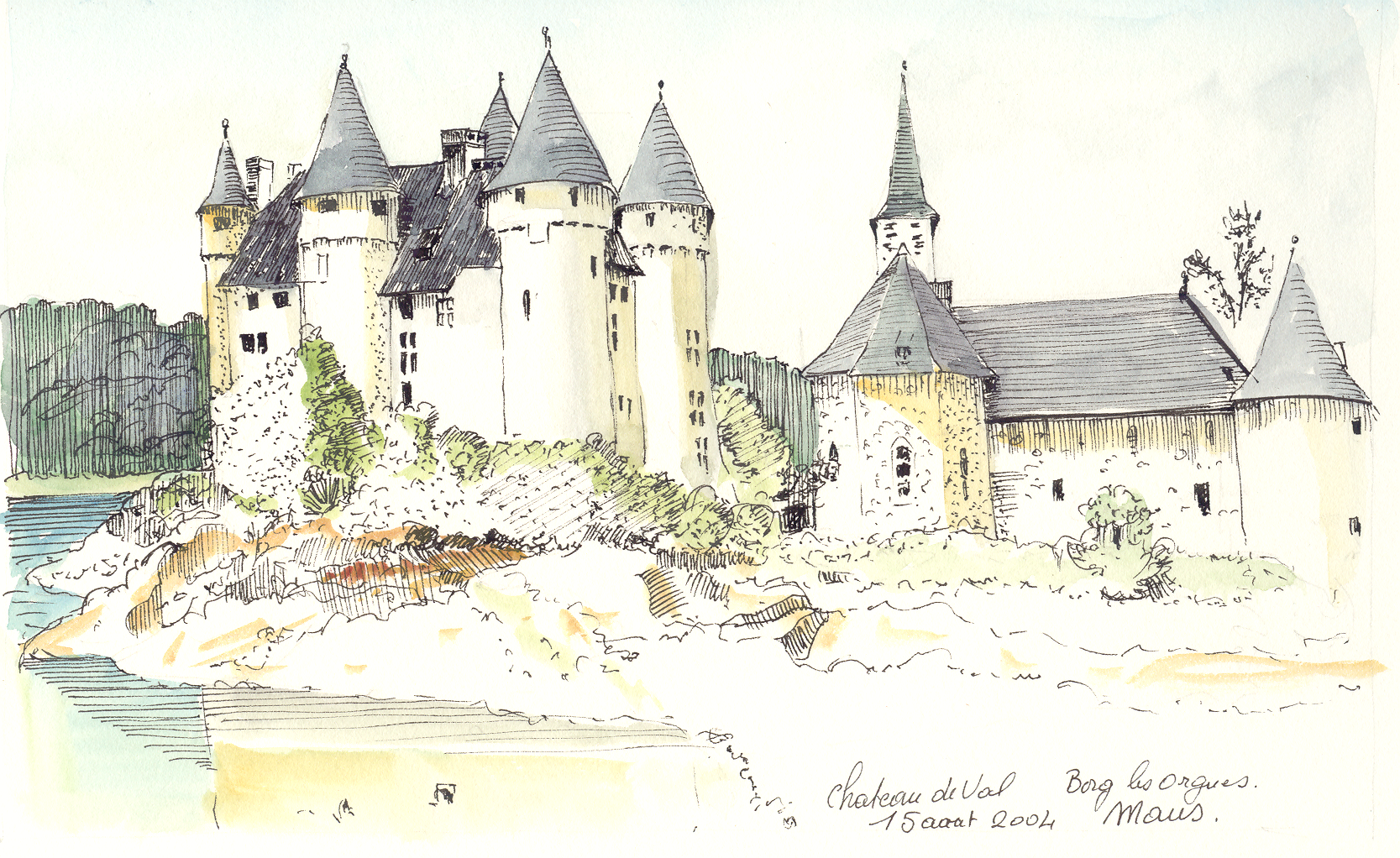
Замок на современном рисунке

В 1946 году в связи с началом строительства на реке Дордонь гидроэлектростанции и превращением долины в водохранилище, замок Шато-де-Валь и окружающее его поместье были экспроприирована у семьи семья д'Арси. Появление плотины плотины Бор-ле-Орг радикально преобразило ландшафт.
Изначально считалось, что замок также окажется в зоне затопления. Бывшие владельцы вывезли из комплекса всю мебель и ценные вещи. Однако в конце концов было решено снизить проектную высоту уровня воды. Замок остался незатопленным.  Но, оставленный без присмотра старинный комплекс в 1949 году был безжалостно разграблен. Только в 1951 году по инициативе властей коммуны Бор-лез-Орг в замке появился пост охраны. По настоянию руководителя местного туристического департамента Мориса Жоржа, замок в 1953 году за символический франк перешёл в собственность коммуны Бор-лез-Орг, хотя и не находился на её территории. Затем местные власти начали проводить ремонт и реставрацию столь привлекательного туристического объекта. Рядом с замком был построен пирс для катеров, что сделало его ещё более популярным местом отдыха во время высокого уровня воды в водохранилище.

### XXI век
В настоящее время замок представляет яркую туристическую достопримечательность региона. Он открыт для посетителей. Здесь проходят различные  культурные мероприятия. Каждое лето в замке устраивается выставка современной живописи. Многие художники в знак признательности делают авторские рисунки Шало-де-Валь. Таким образом составлена обширная коллекция. В неё входя работы таких известных мастеров, как Бернар Бюффе, Франц Прикинг, Жан Коммер, Эжен Бабулен, Фредерик Менги и Габриэль Дошо. В 2017 году замок посетили 28 167 человек.

## Изменение пейзажа
В прежние времена замок господствовал над долиной реки Дордонь. Однако после строительства чуть ниже по течение гидроэлектростанции долина оказалась затоплена. Уровень воды в настоящее время периодически достигает подножия стен крепости. На дне водохранилища оказался прежний живописный парк.

## Описание
Основании замка представляет из себя неправильный прямоугольник. По углам возведены высокие башни с коническими крышами. Свой нынешний вид крепость обрела в XV веке и с тех пор серьёзных изменений не происходило. Попасть внутрь можно через ворота, расположенные с западной стороны. К северо-востоку от замка находится красивая часовня Сен-Блез.

## Замок в кинематографе
Замок неоднократно служил декорацией при съёмке художественных фильмов и сериалов.
- В 1960 году в замке снималась сцена из фильма «Капитан» Андре Юнебеля с Жаном Маре и Бурвилем в главных ролях. В фильме комплекс именуется Шато-де-Клэрфон. По сюжету в нём расположена тюрьма, в которой содержат красавицу Жизель д'Ангулем.
- В 1970 году Шато-де-Валь был замком феи Морганы в фильме Бруно Гантильона[фр.] «Моргана и её нимфы[фр.]» .
- В 1973 году в замке снималась сцена из телесериала «Каратекас и компания[фр.]» с Жаном Маре.
- В 1984 году замок пригодился для съёмок комедийного фильма ужасов «Франкенштейн-90» Алена Жессюа с Жаном Рошфором и Эдди Митчеллом в главных ролях.

## Галерея

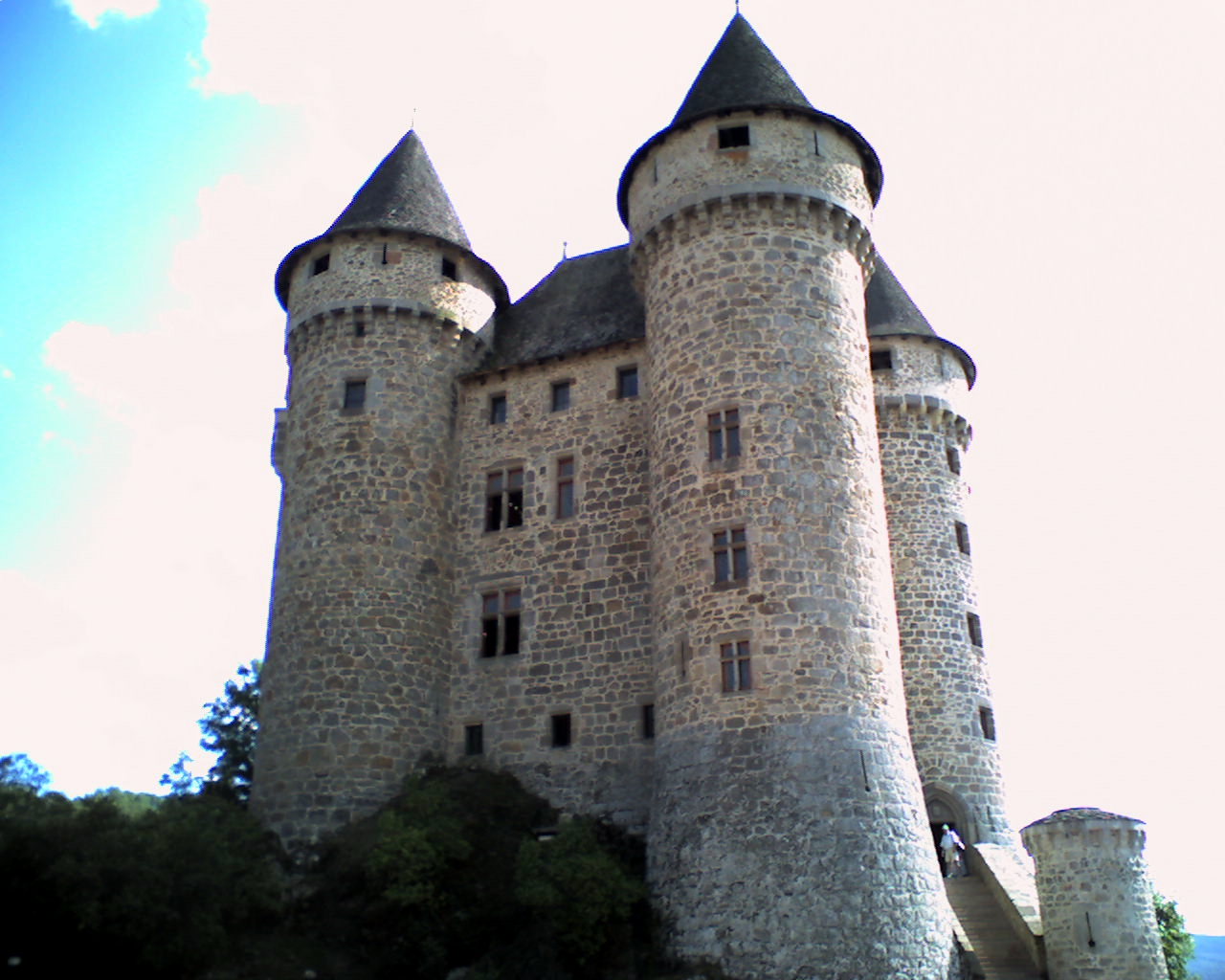
Вид замка с южной стороны
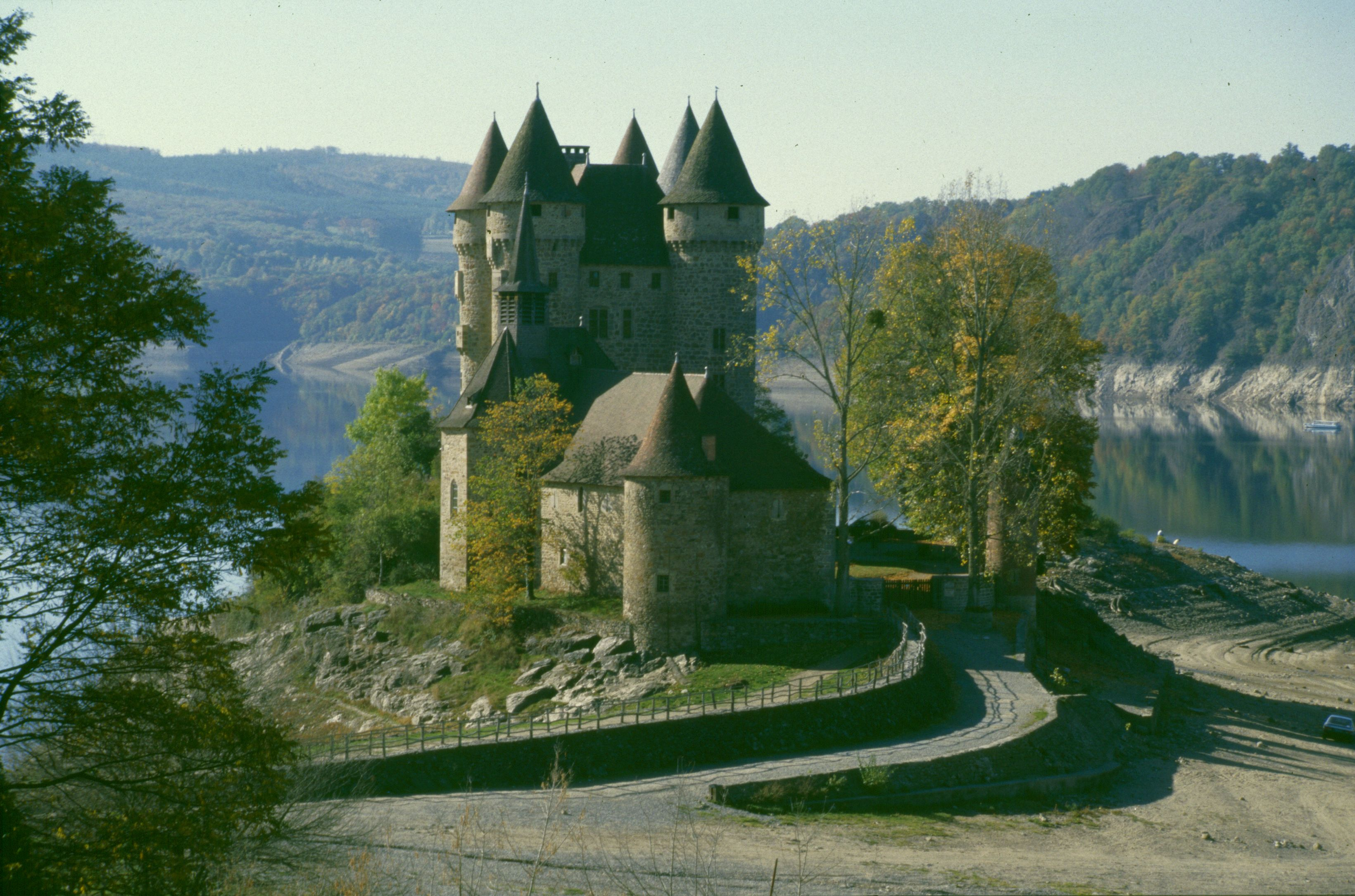
Вид комплекса с северной стороны.
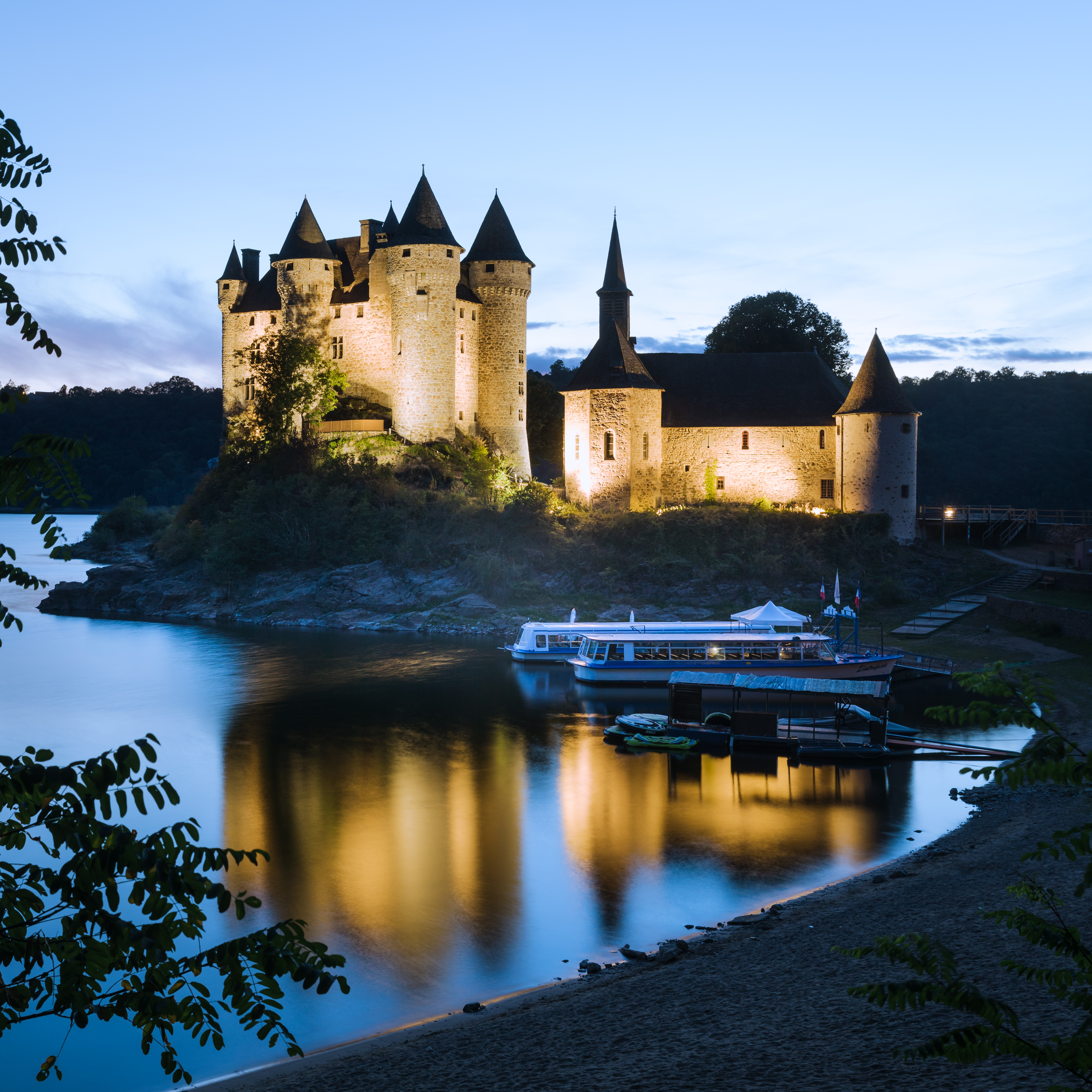
Ночная подсветка комплекса
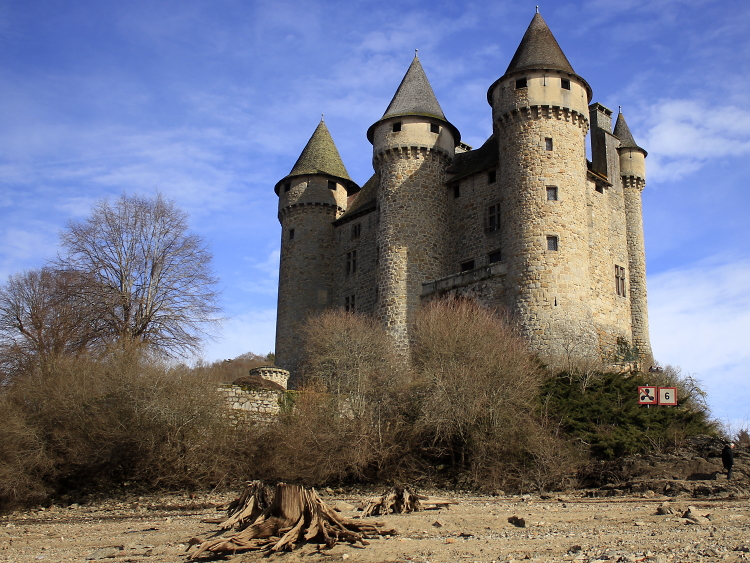
Замок во время снижения уровня воды
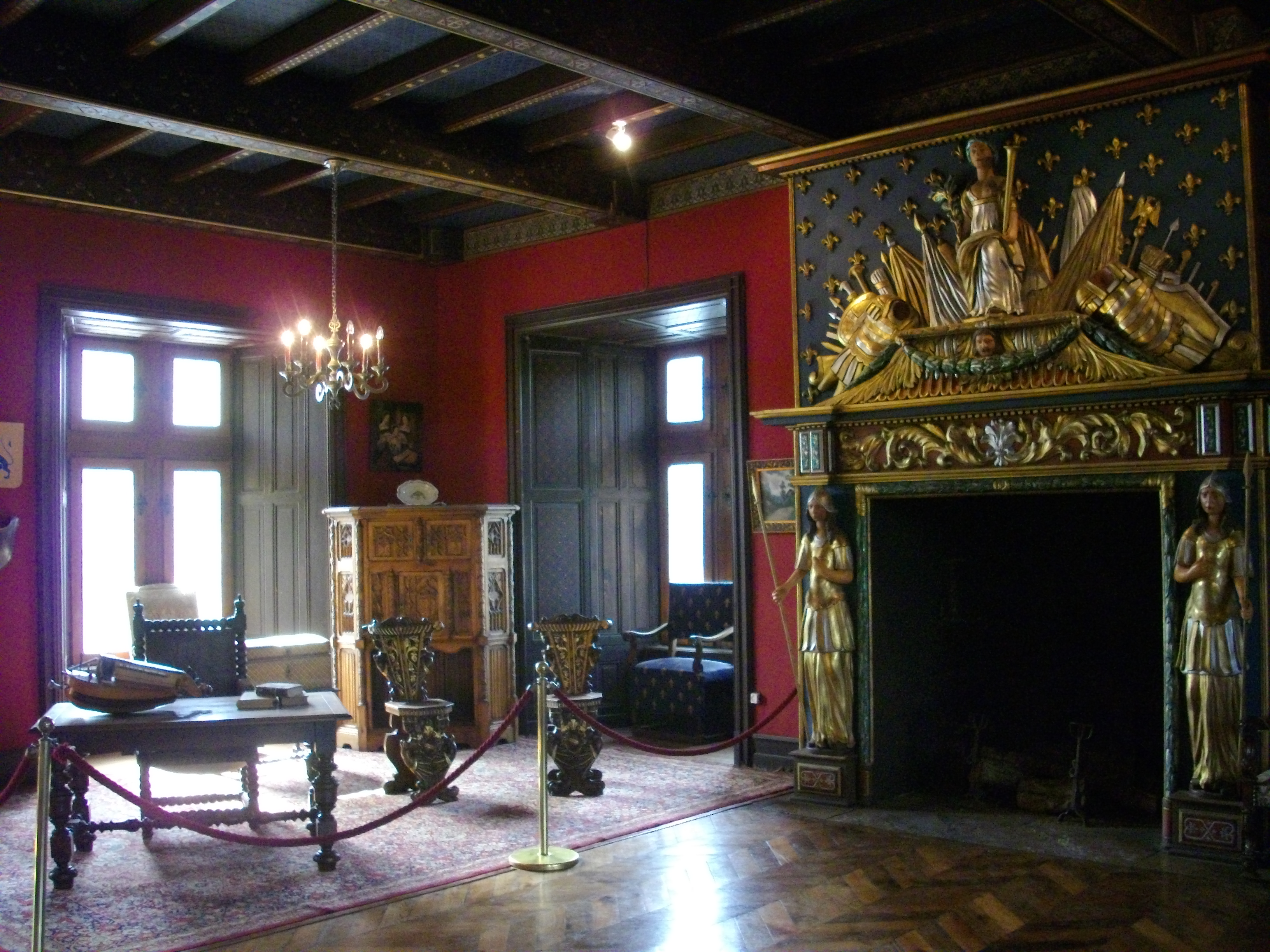
Внутренние интерьеры
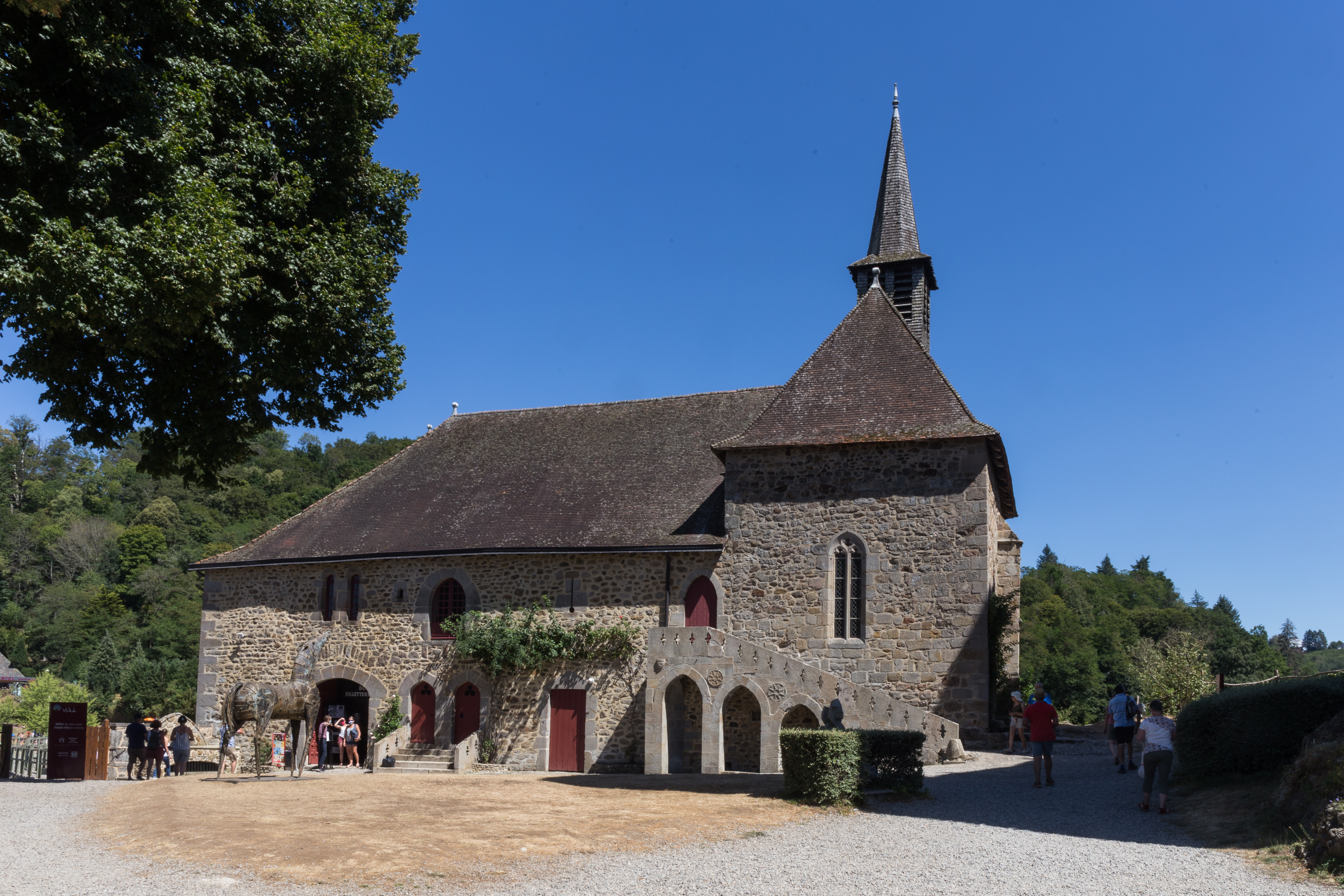
Замковая капелла